# Vibraye
Vibraye és un municipi francès situat al departament del Sarthe i a la regió de País del Loira. L'any 2007 tenia 2.631 habitants.

## Demografia

### Població
El 2007 la població de fet de Vibraye era de 2.631 persones. Hi havia 1.181 famílies de les quals 387 eren unipersonals (164 homes vivint sols i 223 dones vivint soles), 447 parelles sense fills, 275 parelles amb fills i 72 famílies monoparentals amb fills.
La població ha evolucionat segons el següent gràfic:
Habitants censats

### Habitatges
El 2007 hi havia 1.438 habitatges, 1.196 eren l'habitatge principal de la família, 77 eren segones residències i 165 estaven desocupats. 1.258 eren cases i 173 eren apartaments. Dels 1.196 habitatges principals, 803 estaven ocupats pels seus propietaris, 375 estaven llogats i ocupats pels llogaters i 18 estaven cedits a títol gratuït; 9 tenien una cambra, 103 en tenien dues, 254 en tenien tres, 376 en tenien quatre i 454 en tenien cinc o més. 840 habitatges disposaven pel capbaix d'una plaça de pàrquing. A 593 habitatges hi havia un automòbil i a 428 n'hi havia dos o més.

### Piràmide de població
La piràmide de població per edats i sexe el 2009 era:
| Homes | Edats   | Dones |
| ----- | ------- | ----- |
| 0     | 95 o +  | 8     |
| 16    | 90 a 94 | 24    |
| 4     | 85 a 89 | 52    |
| 8     | 80 a 84 | 32    |
| 60    | 75 a 79 | 80    |
| 76    | 70 a 74 | 92    |
| 76    | 65 a 69 | 76    |
| 84    | 60 a 64 | 92    |
| 52    | 55 a 59 | 44    |
| 60    | 50 a 54 | 92    |
| 104   | 45 a 49 | 92    |
| 76    | 40 a 44 | 80    |
| 92    | 35 a 39 | 96    |
| 96    | 30 a 34 | 72    |
| 80    | 25 a 29 | 88    |
| 92    | 20 a 24 | 84    |
| 104   | 15 a 19 | 68    |
| 44    | 10 a 14 | 64    |
| 44    | 5 a 9   | 64    |
| 60    | 0 a 4   | 76    |

## Economia
El 2007 la població en edat de treballar era de 1.484 persones, 1.128 eren actives i 356 eren inactives. De les 1.128 persones actives 1.052 estaven ocupades (557 homes i 495 dones) i 76 estaven aturades (28 homes i 48 dones). De les 356 persones inactives 192 estaven jubilades, 78 estaven estudiant i 86 estaven classificades com a «altres inactius».

### Ingressos
El 2009 a Vibraye hi havia 1.192 unitats fiscals que integraven 2.585 persones, la mediana anual d'ingressos fiscals per persona era de 16.719 €.

### Activitats econòmiques
Dels 139 establiments que hi havia el 2007, 6 eren d'empreses alimentàries, 9 d'empreses de fabricació d'altres productes industrials, 20 d'empreses de construcció, 31 d'empreses de comerç i reparació d'automòbils, 3 d'empreses de transport, 8 d'empreses d'hostatgeria i restauració, 11 d'empreses financeres, 10 d'empreses immobiliàries, 14 d'empreses de serveis, 21 d'entitats de l'administració pública i 6 d'empreses classificades com a «altres activitats de serveis».
Dels 47 establiments de servei als particulars que hi havia el 2009, 1 era una oficina d'administració d'Hisenda pública, 1 gendarmeria, 1 oficina de correu, 6 oficines bancàries, 4 tallers de reparació d'automòbils i de material agrícola, 2 autoescoles, 4 paletes, 2 guixaires pintors, 6 fusteries, 4 lampisteries, 2 electricistes, 4 perruqueries, 2 veterinaris, 4 restaurants, 3 agències immobiliàries i 1 saló de bellesa.
Dels 22 establiments comercials que hi havia el 2009, 4 eren supermercats, 3 fleques, 2 carnisseries, 1 una llibreria, 2 botigues de roba, 1 una botiga d'equipament de la llar, 2 sabateries, 2 botigues d'electrodomèstics, 1 una botiga de mobles, 1 una botiga de material esportiu, 1 un drogueria i 2 floristeries.
L'any 2000 a Vibraye hi havia 42 explotacions agrícoles que ocupaven un total de 1.955 hectàrees.

## Equipaments sanitaris i escolars
El 2009 hi havia 1 farmàcia i 1 ambulància.
El 2009 hi havia 1 escola maternal i 1 escola elemental. Vibraye disposava d'un col·legi d'educació secundària amb 387 alumnes.

## Poblacions més properes
El següent diagrama mostra les poblacions més properes.